# Aeba Kōson
Pour les articles homonymes, voir Aeba et Koson.
Aeba Kōson (饗庭 篁村), nom véritable Aeba Yosaburō (饗庭 與三郎), parfois aussi Takenoya Shujin (竹の屋主人), 25 septembre 1855 dans le quartier Shitaya de la ville de Tokyo (de nos jours arrondissement de Taitō) - 20 juin 1922, est un écrivain japonais et critique de théâtre de l'ère Meiji.

## Biographie
Aeba, cinquième fils de Yonokichi (與之吉, lecture incertaine), naît dans le quartier Shitaya de Tokyo. Le père d'Aeba dirige d'abord un magasin de tissus à Tokyo, puis à la naissance de son fils est prêteur sur gages. Immédiatement après la naissance, sa mère disparaît lors du séisme d'Edo (Ansei 2) le 2 octobre 1855. À ce moment de grande nécessité, la famille reçoit l'aide et l'assistance d'une famille voisine appelée Takemura, d'où vient le nom Takenoya d'Aeba.
De l'âge de 11 ans à 15 ans, Aeba étudie au pawn-house Hakone-ya à Nihobashi. En 1869 il retourne dans sa famille et aide son frère ainé dans la boutique de prêt. À 19 ans il commence à travailler comme relecteur au Yomiuri Shimbun. À partir de 1876, Aeba est soutenu par Okabatake Ransen, publie son premier article et en compagnie d'Okamoto Kisen et Furukawa Kairai se fait bientôt un nom comme jeune talent dans le monde littéraire. En 1886, il fait la connaissance de l'écrivain Tsubouchi Shōyō. La même année, il publie sa première série d'articles Tōsei akindōkataki (当世商人気質). Suivent ses premiers romans et des adaptations d'œuvres d'Edgar Allan Poe.
En 1889, Aeba travaille pour l' Asahi Shimbun pour lequel il écrit jusqu'en 1922 des critiques théâtrales sous le pseudonyme Takenoya Shujin. Il meurt à Tokyo en 1922 d'une lésion cérébrale et est enterré au cimetière Somei.
Bien qu'Aeba soit autodidacte, il possède une très bonne connaissance de la poésie chinoise et est familier de la poésie haikai. Avec Tsubouchi Shōyō et Kōda Rohan, Aeba fait partie des lettrés de la période transitoire du gesaku vers la littérature nouvelle.

## Ouvrages

### Romans
- 1886 Hito no uwasa (人の噂)
- 1887 Sōmadō (走馬燈)
- 1889 Menbokudama (面目玉)
- 1888 Horidashimono (掘り出し物)
- 1889 Ryōya (良夜) paru dans la revue Kokumin no tomo (國民之友)[4].
- Kageochi no kageochi (驅落の驅落) édition (PDF; japonais; 1,1 MB)
- Haikaiki chigai (俳諧気違ひ)

### Essai
- 1888 Ōishima tora no tsudae (大石眞虎の傳), publié dans le Yomiuri Shimbun (明治21年 読売新聞発表)

### Récit de voyage
- 1899 Koganei no sakura (小金井の櫻)

### Adaptations/Traductions
- Edgar Allan Poe : Seiyō kaidan kuroneko (西洋怪談 黒猫, Histoires de fantômes de l'Occident : Le Chat noir)
- Edgar Allan Poe : Rumorugu no jisatsu (ルーモルグの人殺し, Double assassinat dans la rue Morgue)
- Charles Dickens : Kagebōshi (影法師, Original Un chant de Noël)